# Hrouzek běloploutvý
Hrouzek běloploutvý (Romanogobio albipinnatus; Lukasch, 1933) je v Česku chráněným druhem kaprovitých ryb.

## Popis
Jedná se o drobnou rybku. Je velice podobná ostatním hrouzkům. Ústa jsou opatřena dvěma vousky sahajícími k zadnímu okraji oka. Oko je poměrně velké. Ploutve jsou nápadně světlé. Podél postranní čáry jsou tmavé skvrny. Dorůstá délky asi 17 cm. Maximální věk je 5 let.

## Výskyt
V Česku se vyskytuje velice vzácně na jižní Moravě v povodí Dunaje (mj. v řece Jihlavě mezi Dolními Kounicemi a Pohořelicemi).

## Potrava
Živí se hlavně drobnými živočichy dna jako jsou červi, korýši a larvy hmyzu.

## Rozmnožování
Rozmnožuje se na konci května a začátkem června. Tření probíhá na písčitém dně. Plodnost samice se pohybuje okolo 10 000 jiker.